# Hadena calographa
Hadena calographa är en fjärilsart som beskrevs av J. Peter Maassen 1890. Hadena calographa ingår i släktet Hadena och familjen nattflyn. Inga underarter finns listade i Catalogue of Life.